# Stanislas-Étienne Meunier
Stanislas-Étienne Meunier (París, 18 de julio de 1843 - 29 de abril de 1925) fue un geólogo francés.
En 1864 empezó a trabajar como «naturalista ayudante» del geólogo Gabriel Auguste Daubrée (1814–1896), que sería una importante y duradera influencia en la carrera de Meunier. En 1867 se convirtió en socio del Museo Nacional de Historia Natural, del que fue el catedrático de geología de 1892 a 1920.
Meunier es famoso por su trabajo en geología comparativa y experimental y se le atribuye haber introducido en las aulas la geología experimental como rama de las ciencias físicas. 
También fueron relevantes sus estudios de meteoritos, en los que identificó treinta elementos químicos que también podían ser encontrados en rocas terrestres. Sumando eso al trabajo de Gustav Kirchhoff (1824–1887) y Robert Wilhelm Bunsen (1811–1899) sobre el análisis espectral del Sol, Meunier afirmó que había una misma composición química en todo el sistema solar. Meunier también realizó estudios geológicos (generales y experimentales) de la Cuenca de París.
Meunier fue un autor prolífico, publicando más de 570 trabajos con alrededor de treinta libros. Muchos de sus artículos fueron publicados en La Nature y Revue Scientifique.

## Obras
- Les Méthodes de synthèse en minéralogie (Baudry, Paris 1871).
- Le Ciel géologique, prodrome de géologie comparée (Didot; 1871).
- Lithologie pratique ou étude générale et particulière des roches (Dunod; 1872).
- Le Monde végétal (Hachette; 1881).
- La Planète que nous habitons : notions familières d’astronomie physique (Hachette; 1881).
- Excursions géologiques à travers la France (G. Masson editor - 1882).
- Les Sources (Hachette, Coll. Bibliothèque des Merveilles; 1886).
- Géologie régionale de la France, (Dunod, 1889).
- La Géologie comparée (1895).
- Guide dans la collection des météorites avec le catalogue des chutes représentées au muséum, (Imprimerie Nationale, Paris, 1898, Muséum d’histoire naturelle).
- Nos terrains (Armand Colin ; 1898).
- La géologie expérimentale (Alcan ; 1899).
- Les Convulsions de l’écorce terrestre (Flammarion, 1909).
- La géologie générale (F. Alcan, Paris, 1910).
- L’évolution des théories géologiques (segunda edición, 1912).
- La Géologie des environs de Paris (1912).
- La Géologie biologique (1914).
- Histoire géologique de la mer (Flammarion - 1917).
- Les Glaciers et les montagnes (Flammarion - 1920).
- Géologie. ouvrage destiné aux élèves des écoles d’agriculture et de l’institut d’agriculture..., aux ingénieurs, aux coloniaux... (Vuibert, 1922).